# دولت خاتون
دولت خاتون (ترکی استانبولی: Devlet Hatun; در حدود (?) – ۲۳ ژانویه ۱۴۱۴ )، با نام کامل تاج الخواتین دولت بنت عبدالله، دوازدهمین همسر بایزید یکم سلطان عثمانی و والده خاتون محمد یکم بود.